# روکاسکالنیا
روکاسکالنیا (به ایتالیایی: Roccascalegna) یک کومونه در ایتالیا است که در استان کییتی واقع شده‌است.

## خصوصیات
روکاسکالنیا ۲۲ کیلومترمربع مساحت و ۱٬۴۲۳ نفر جمعیت دارد و ۴۳۰ متر بالاتر از سطح دریا واقع شده‌است.